# Cyclocosmia torreya
Espèce
Statut de conservation UICN

 DD  : Données insuffisantes
Cyclocosmia torreya est une espèce d'araignées mygalomorphes de la famille des Halonoproctidae.

## Distribution
Cette espèce est endémique des États-Unis. Elle se rencontre au bord du fleuve Apalachicola dans le Nord de la Floride et dans le Sud de la Géorgie.

## Description
La femelle holotype mesure 33 mm et le mâle paratype 18 mm.

## Étymologie
Son nom d'espèce lui a été donné en référence au lieu de sa découverte, le parc d'État de Torreya.

## Publication originale
- Gertsch & Platnick, 1975 : A revision of the trapdoor spider genus Cyclocosmia (Araneae, Ctenizidae). American Museum Novitates, no 2580, p. 1-20 (texte intégral).